# La corriente
«La Corriente» es una canción de la intérprete guayaquileña Mirella Cesa. Es un sencillo perteneciente al LP "Arco iris" de la artista.

## Producción
La canción fue grabada en Miami, y cuenta con la participación de DJ Deanon. En la canción destacan el sonido del charango y la quena como representativos del género andipop que identifica a Cesa.

## Video musical
En el video, se aprecia a Mirella Cesa desplazándose por paisajes andinos de Ecuador, en medio de celebraciones y fiestas tradicionales.

## Festival Internacional de la Canción de Viña del Mar
La canción fue interpretada por la cantante ecuatoriana Mirella Cesa en el LIX Festival Internacional de la Canción de Viña del Mar, en Chile, en la que aquella obtuvo la mención de "Mejor Intérprete", habiendo sido galardonada con una Gaviota de Plata.